# Cory Gearrin
Cory Nathanial Gearrin (né le 14 avril 1986 à Chattanooga, Tennessee, États-Unis) est un lanceur de relève droitier qui a évolué dans la Ligue majeure de baseball de 2011 à 2020.

## Carrière
Joueur à l'Université Mercer de Macon en Géorgie, Cory Gearrin est repêché au 4e tour par les Braves d'Atlanta en 2007.
Il fait ses débuts dans les majeures avec Atlanta le 25 avril 2011, lançant deux manches en relève sans allouer de point aux Padres de San Diego.
Il savoure sa première victoire dans les majeures le 17 mai sur les Astros de Houston. Alternant entre les mineures et les majeures durant la saison, il dispute 18 parties pour les Braves et enregistre 25 retraits sur des prises en 18 manches et un tiers lancées.
Il joue 77 matchs des Braves de 2011 à 2013 et maintient une moyenne de points mérités de 4,28 en 69 manches et un tiers lancées.
Il rate toute la saison 2014 à la suite d'une opération Tommy John à l'épaule droite, signe chez les Giants de San Francisco en novembre 2014 et effectue son retour dans les majeures avec les Giants le 11 septembre 2015.